# Alain Casabona
Pour les articles homonymes, voir Casabona.
Alain Casabona, né le 29 septembre 1950 à Paris 18e et mort le 16 mai 2017 à Paris 14e,, est un écrivain français, secrétaire général du Haut conseil de l'éducation artistique et culturelle (HCEAC).

## Biographie
Après avoir commencé une carrière de pianiste concertiste interrompue par un accident de la circulation, Alain Casabona enseigne la musique dans différents établissements parisiens. Il est recruté en 1989 comme chargé de mission à la direction des Affaires culturelles de la mairie de Paris et organise à ce titre de nombreux événements tels que l'exposition Piéta de Michel Ange à la Chapelle de la Sorbonne, ou encore la présentation, en partenariat avec Nouveaux virtuoses, de l'œuvre intégrale pour piano de Chopin, à l'occasion du 150e anniversaire de la mort du compositeur, lors d'un cycle marathon de 16 concerts gratuits, les 16 et 17 octobre 1999, dans le salon d'honneur de la mairie, retransmis en direct sur le parvis de l'Hôtel de Ville. Il pilote des actions phare, ainsi la mise en place de l'enseignement du violon en maternelle, avec le concours de la Maison internationale du Violon, et propose, dans le cadre d'un audit commandé par la municipalité, un programme de rénovation et de développement des enseignements artistiques dans la capitale.
Alain Casabona est nommé secrétaire général du Haut conseil de l'éducation artistique et culturelle par arrêté du 19 octobre 2005 et reconduit dans ses fonctions le 27 mai 2010. C'est à l'initiative du HCEAC qu'a été créé à l'école primaire et au collège un enseignement d'histoire des arts, en complément des enseignements d'arts visuels et d'éducation musicale. Cette nouvelle matière fait désormais l'objet d'une épreuve obligatoire au brevet des collèges. Après une mise en place difficile, due à la transversalité de l'histoire des arts - toutes les matières sont concernées - cet enseignement connaît un succès de plus en plus important.
En 2012, il soutient publiquement le chef Raoni dans son combat contre le barrage de Belo Monte au Brésil.

## Engagement personnel

### Comité national pour l'éducation artistique
Alain Casabona est délégué général du CNEA (président : Jean-Pierre Wallez ; ambassadrice : Charlotte Rampling ; président d'honneur : Didier Lockwood), association loi de 1901, fondée en 1966.

### L'Académie Alphonse Allais
De 1998 à 2017, Alain Casabona est Grand Chancelier de l'Académie Alphonse Allais.

## Ouvrages
- Histoires à dormir Dubout, 1994, éditions du Rocher  (ISBN 2-268-016-781). Prix Alphonse Allais[4]
- Quand la pyramide repose sur sa pointe, 1999, éditions Une certaine idée.[citation nécessaire]
- Le Grenier aux merveilles, février 2007, éditions du Rocher, coécrit avec Patrick Renaudot  (ISBN 978-2-268-06094-1)
- L'Éventail de Saturne, janvier 2010, éditions Calmann-Lévy  (ISBN 978-2-7021-4064-2)
- Le Dernier Lion de Castelnau, mai 2011, éditions Calmann-Lévy  (ISBN 978-2-7021-4213-4)
- Dictionnaire ouvert jusqu'à 22 heures (dictionnaire de l'Académie Alphonse-Allais), 2011, Le Cherche midi (collectif).
- C'est ici, pièce en cinq tableaux, préface de Jacques Lassalle, novembre 2012,  (ISBN 978-2-916724-42-3)
- Faust (juste une p'tite dent), préface d'André Bercoff, novembre 2015, Éditions Coryphène  (ISBN 979-1-095496-00-7)

## Prix et distinctions
- Alain Casabona est officier dans l'ordre des Arts et des Lettres[citation nécessaire]
- Prix Alphonse Allais pour Histoires à dormir Dubout[4]